# Джон Моубрей, 1-й граф Ноттінгем
Джон де Моубрей (англ. John de Mowbray; 1 серпня 1365 — 12 січня 1383) — англійський аристократ, 5-й барон Моубрей і 6-й барон Сегрейв (з 1368 року), 1-й граф Ноттінгем (з 1377 року). Рано втративши батьків, став єдиним спадкоємцем двох баронських сімейств, але помер в 17 років бездітним.

## Життєпис
Джон де Моубрей народився 1 серпня 1365 року в Епворті на острові Аксгольм в Лінкольнширі і був старшим сином Джона де Моубрея, 4-го барона Моубрей, і Елізабет Сегрейв, баронеси Сегрейв у своєму праві (suo jure). Він належав до знатного англонормандскому роду, засновник якого був соратником Вільгельма Завойовника. Джон перебував у близькій спорідненості з королівською династією: його бабка по батькові, Джоан, належала до Ланкастерської гілки Плантагенетів, а бабка по матері, Маргарет Норфолкська, була дочкою Томаса Бразертона — одного з синів короля Едуарда I. Через ці спорідненості Джон Гонт (син короля Едуарда III) називав Джона Моубрея «кузеном». У сім'ї 4-го барона Моубрей після Джона народилися ще один син Томас (згодом 1-й герцог Норфолк) і три сестри — Елеанора, Маргарет і Джоан.
Вже в 1368 році, у віці трьох років, Джон втратив батьків: його мати померла в Англії, а батько був убитий турками-османами поблизу Константинополя, на шляху до Святої землі. Дитина стала 5-м бароном Моубрей і 6-м бароном Сегрейв, успадкувавши великі володіння у низці англійських графств. При цьому материнський спадок виявилося досить скромним, через те, що істотна частина сімейних володінь залишилася за матір'ю Елізабет — Маргарет Норфолкською, яка померла тільки в 1399 році, переживши таким чином онука.
Опіку над юним бароном здійснювала з квітня 1372 його двоюрідна бабка Бланка Ланкастерська, баронеса Вейк (сестра Джоан Ланкастерської та вдова Томаса Вейка, 2-го барона Вейк з Лідделла). 23 квітня 1377 Джон був посвячений у лицарі разом зі своїми кузенами Річардом Бордоським (майбутнім королем Річардом II) і Генрі Болінгброком (майбутнім королем Генріхом IV). У день коронації Річарда II, 16 липня 1377, Моубрей отримав спеціально для нього створений титул графа Ноттінгем.
Джон Моубрей помер зовсім юним, до 12 лютого 1383 року, не встигнувши одружитися і залишити потомство. Він був похований у Лондоні. Титули барона Моубрей і Сегрейв перейшли до брата Джона Томаса, а титул графа Ноттінгем за відсутністю спадкоємців повернувся до корони, але 12 січня 1386 року був відтворений для Томаса.